# سیارک ۶۰۷۱
سیارک ۶۰۷۱ (به انگلیسی: 6071 Sakitama، نامگذاری:1992AS1) شش هزار و هفتاد و یکمین سیارک کشف شده‌است که در ۴ ژانویه ۱۹۹۲ کشف شد.
قدر مطلق سیارک برابر ۱۱٫۸۰ است.